# The Methods of Ethics
The Methods of Ethics es un libro de ética publicado por primera vez en 1874 por el filósofo inglés Henry Sidgwick . La Enciclopedia de Filosofía de Stanford indica que los Métodos de Ética "en muchos aspectos marcaron la culminación de la tradición utilitaria clásica". El destacado filósofo moral y político John Rawls, que escribió en la reimpresión Forward to the Hackett de la 7.ª edición, dice que Methods of Ethics "es la formulación más clara y accesible de ... 'la doctrina utilitaria clásica'". El filósofo utilitario contemporáneo Peter Singer ha dicho que "es simplemente el mejor libro sobre ética jamás escrito".

## Objetivo y argumento central
Al igual que Aristóteles, Sidgwick creía que la reflexión sistemática sobre la ética debería comenzar con la manera en que la gente común piensa sobre el comportamiento moral, lo que él llama "moral del sentido común". Su principal objetivo en Methods es ofrecer un examen sistemático y preciso, a la vez expositivo y crítico, de los diferentes métodos para obtener convicciones razonadas en cuanto a lo que debe hacerse que se encuentra, ya sea explícita o implícita, en la conciencia moral de la humanidad en general ”( Methods , pág. vii). Su enfoque se centra principalmente en la exposición detallada de la moralidad del sentido común; no intenta defender ninguna teoría particular de la ética, incluido el utilitarismo, que respalda explícitamente en otras obras y habla de manera positiva en muchos pasajes de Methods . Sin embargo, el objetivo de Sidgwick no es simplemente la exposición; también quiere aclarar, sistematizar y mejorar la moralidad ordinaria al señalar los puntos en los que es vago, poco desarrollado o inarmónico, y luego sugerir formas de solucionar estos problemas. 
Sidgwick afirma que existen tres métodos generales para hacer elecciones de valor que se usan comúnmente en la moral común: intuicionismo, egoísmo y utilitarismo. El intuicionismo es la opinión de que podemos ver directamente que algunos actos son correctos o incorrectos, y que pueden comprender reglas morales evidentes e incondicionalmente vinculantes. El egoísmo, o "hedonismo egoísta", afirma que cada individuo debe buscar su mayor felicidad. El utilitarismo, o "hedonismo universalista", es la opinión de que cada persona debe promover la mayor cantidad de felicidad en general. 
La mayor parte del libro de Sidgwick está dedicado a un examen cuidadoso y sistemático de estos tres métodos. En el proceso, identifica numerosos problemas con cada método y, a menudo, sugiere aclaraciones y mejoras para poder verlos de la mejor manera posible. Su esperanza es que estos tres métodos (debidamente aclarados y sistematizados) sean mutuamente consistentes, de modo que la razón práctica sea coherente y nos hable con una voz clara y unificada. Esta esperanza, argumenta, solo puede satisfacerse parcialmente.
Afirma que dos métodos, el intuicionismo y el utilitarismo, pueden armonizarse por completo. Si bien la mayoría de los principios morales que los intuicionistas afirman que son "evidentes" en realidad no lo son, hay un puñado de axiomas morales genuinamente claros e indubitables. Estos, afirma Sidgwick, resultan ser totalmente compatibles con el utilitarismo, y de hecho son necesarios para proporcionar una base racional para la teoría utilitaria. Además, sostiene Sidgwick, el intuicionismo en su forma más defendible está saturado de presuposiciones utilitarias latentes. Por lo tanto, contrariamente a lo que la mayoría de los expertos en ética han creído, no hay un choque fundamental entre el intuicionismo y el utilitarismo.
El problema radica en cuadrar el utilitarismo con el egoísmo. Sidgwick cree que los principios básicos del egoísmo ("Persigue tu mayor felicidad") y el utilitarismo ("Promover la felicidad general") son evidentes por sí mismos. Como muchos moralistas anteriores, argumenta que el interés propio y la moralidad coinciden en la gran mayoría de los casos. ¿Pero se puede demostrar que siempre coinciden? Sidgwick argumenta que no puede. Hay ocasiones, por ejemplo, cuando el bien general puede requerir el sacrificio del interés propio (por ejemplo, renunciar a la vida de uno para salvar a un compañero soldado). La única manera en que el deber y el interés propio se superponen necesariamente es si Dios existe, y Él se asegura a través de los castigos y recompensas apropiados de que siempre es un interés propio a largo plazo de una persona hacer lo que es ético. Pero las apelaciones a la religión, sostiene Sidgwick, son inapropiadas en la ética filosófica, que debería aspirar a ser "científica" en su exclusión de suposiciones teológicas o sobrenaturalistas. El resultado bastante deprimente, afirma Sidgwick, es que existe una "contradicción fundamental" en nuestra conciencia moral, un "dualismo de la razón práctica". Nuestras intuiciones éticas nos hablan de dos voces en conflicto, y no hay una forma aparente de resolver el problema. discordia.
Los Methods de Sidgwick fueron, y son, importantes por muchas razones. Aunque los utilitaristas anteriores como William Paley, Jeremy Bentham y John Stuart Mill habían bosquejado versiones de la ética utilitaria, Sidgwick fue el primer teórico en desarrollar la teoría en detalle e investigar cómo se relaciona con otras teorías éticas populares y con la moralidad convencional. Sus esfuerzos por demostrar que el utilitarismo es sustancialmente compatible con los valores morales comunes ayudaron a popularizar la ética utilitaria a finales del siglo XIX y principios del XX. La manera cuidadosa, minuciosa y detallada en que Sidgwick discute los problemas morales fue una influencia importante en G. E. Moore, Bertrand Russell y otros fundadores de la filosofía analítica angloamericana. Los éticos contemporáneos Derek Parfit y Peter Singer han reconocido a Sidgwick como una gran influencia en su pensamiento. Como ha señalado JB Schneewind, erudito de Sidgwick, los Métodos “son vistos como una de las mejores obras de filosofía moral jamás escritas. Su relato del utilitarismo clásico es insuperable. Sus discusiones sobre el estado general de la moralidad y de los conceptos morales particulares son modelos de claridad y perspicacia. Sus ideas sobre las relaciones entre el egoísmo y el utilitarismo han estimulado muchas investigaciones valiosas. Y su manera de enmarcar los problemas morales, al preguntar sobre las relaciones entre las creencias de sentido común y las mejores teorías disponibles, ha establecido gran parte de la agenda para la ética del siglo XX ".